# Estadio Santa Cruz (Ribeirão Preto)
El Estadio Santa Cruz es un estadio multiusos ubicado en la ciudad de Ribeirão Preto, en el estado de São Paulo, Brasil. El 
estadio debe su nombre al barrio de Santa Cruz do José Jacques donde se levanta el recinto y es propiedad del club local Botafogo Futebol Clube que disputa el Campeonato Paulista y el Campeonato Brasileño de Serie C. El estadio tiene capacidad para albergar 50 000 personas, aunque por razones de seguridad esta reducida a 29.292 espectadores.
El recinto fue inaugurado el día 21 de enero de 1968, con un partido amistoso disputado entre el Botafogo y la Selección de fútbol de Rumania con triunfo para el cuadro local por 6-2.
La Selección de fútbol de Brasil ha disputado dos partidos de carácter amistoso en el estadio, el primero el 14 de marzo de 1981 derrotó a la Selección de Chile por 2-1 y posteriormente el 17 de marzo de 1993 enfrentó a su similar de Polonia partido que finalizó 2-2, ocasión en que se registró la mayor asistencia al estadio con 49 358 personas.
En el 2014, el Estadio Santa Cruz fue la base de entrenamiento de la Selección de fútbol de Francia para la Copa Mundial de Fútbol de 2014 en Brasil.
En el anõ de 2018 fue empezada la construcción del espacio multiusos llamado Arena Eurobike, que además de ser parte de un estadio de fútbol, es también una arena de conciertos que alberga atracciones nacionales e internacionales con capacidad para hasta 15.000 personas, y que cuenta con bares, cervecería, y un concesionario Eurobike que da nombre al espacio. Además, también se instalaron nuevos aseos en el antiguo foso. El lugar también cuenta con dos salones VIP, trece camarotes, treinta y cuatro suites y un rincón para niños.

Las obras finalizaron en junio de 2019, abriéndose en un partido contra el SC Corinthians.

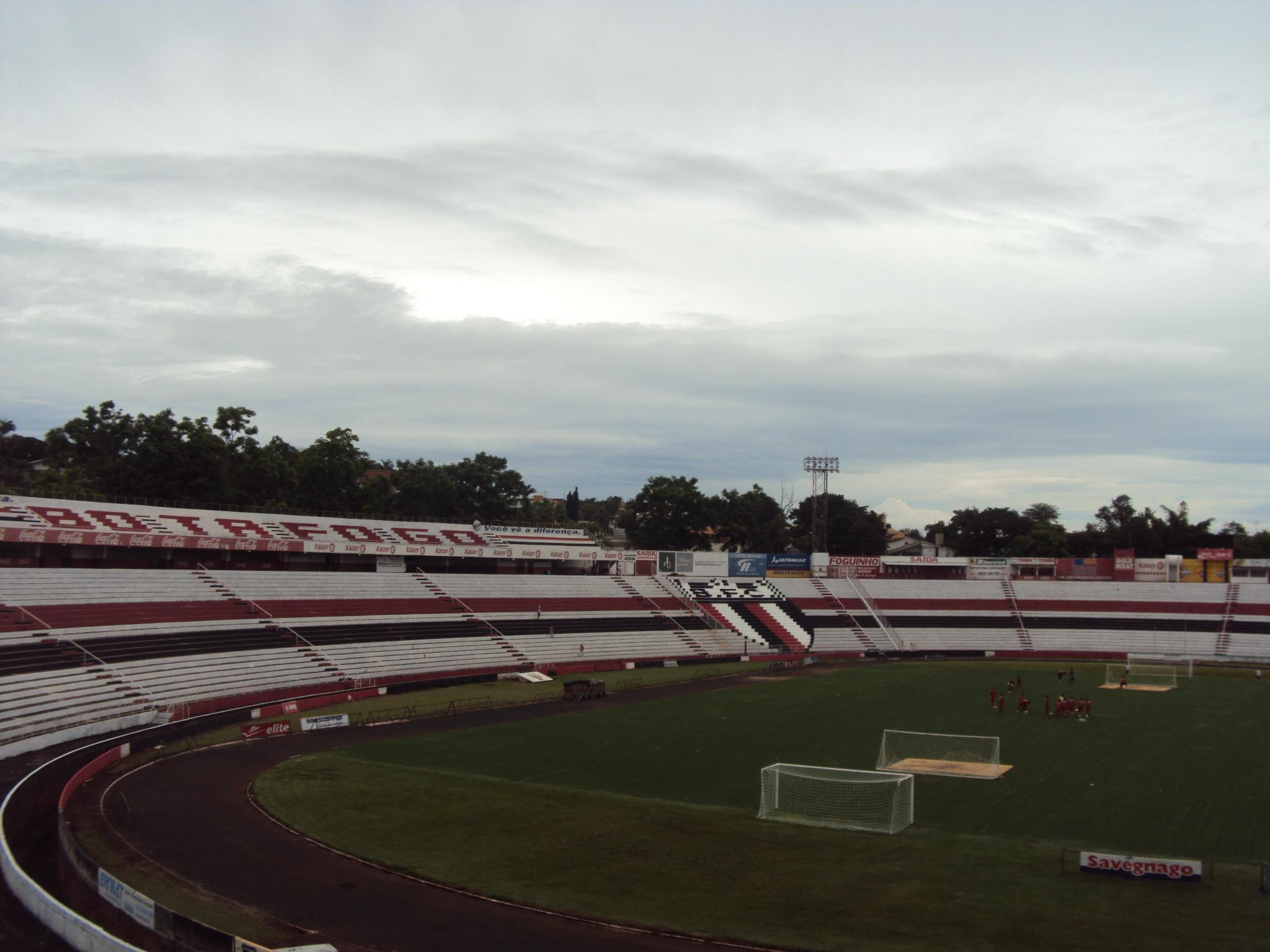
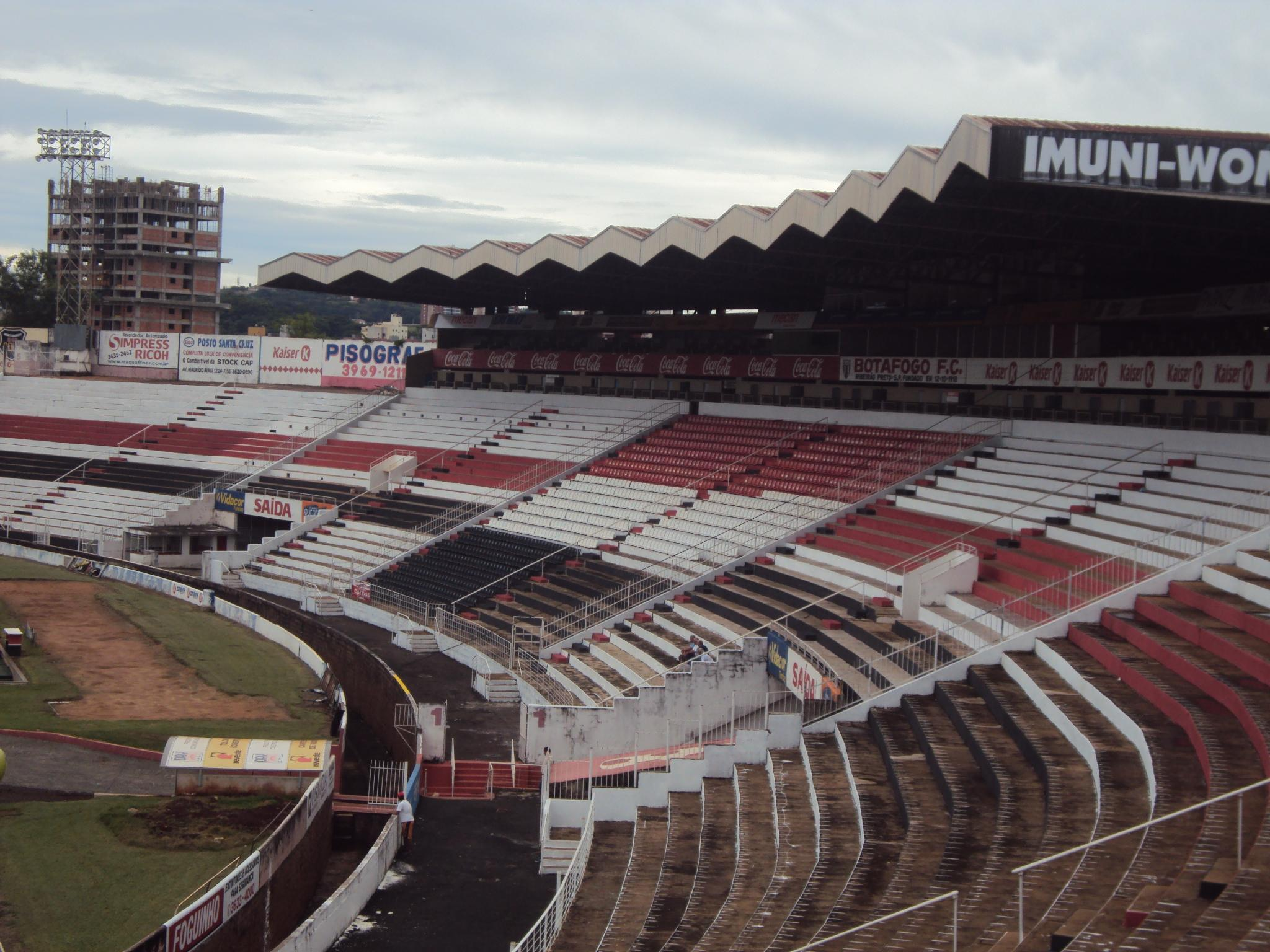